# Oborín
Oborín (in ungherese Abara) è un comune della Slovacchia facente parte del distretto di Michalovce, nella regione di Košice.